# وودروی-دوریون
وودروی-دوریون (به فرانسوی: Vaudreuil-Dorion) شهرکی در منطقه شهری وودروی-سولانژ ناحیه مونترژی در استان کبک کانادا است. در سرشماری سال ۲۰۱۱ این شهرک ۲۴٬۵۸۹ نفر جمعیت داشته‌است و مساحت آن ۷۳٫۱۸ کیلومتر مربع است.